# جاكي ستيوارت (لاعب كرة قدم)
جاكي ستيوارت (بالإنجليزية: Jackie Stewart)‏ (4 سبتمبر 1921 في المملكة المتحدة - 17 مايو 1990 في المملكة المتحدة) هو لاعب كرة قدم بريطاني (وحمل سابقاً جنسية المملكة المتحدة لبريطانيا العظمى وأيرلندا) في مركز الهجوم. لعب مع برمنغهام سيتي وريث روفرز.